# Almedíjar
Almedíjar – gmina w Hiszpanii, w prowincji Castellón, we wspólnocie autonomicznej Walencja, o powierzchni 20,9 km². W 2011 roku liczyła 297 mieszkańców.